# いきいき号

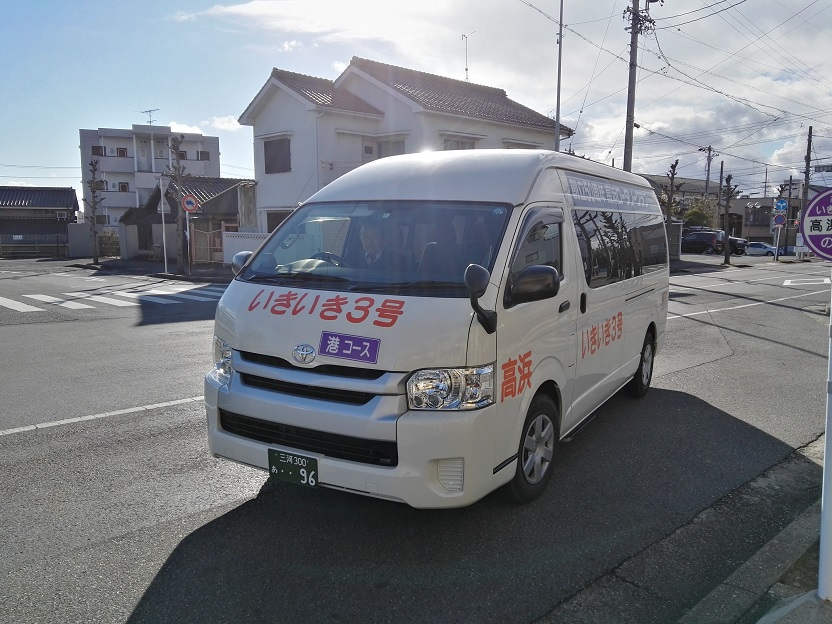
いきいき号

いきいき号（いきいきごう）は、愛知県高浜市が運行するコミュニティバスである。刈谷市へも乗り入れる。

## 概要
- 日曜日・祝日および年末年始の12月29日～1月3日は運休する。
- 刈谷市コースは土曜日も運休。
- 10人乗りワゴン2台（乗客定員8人）、15人乗りワゴン1台（乗客定員13人）を使用して運行している。

## 料金
- 1乗車につき100円（小学生未満は無料）。manaca、TOICAなどは利用できない。
- 刈谷市コースは片道100円。
- 市内50箇所余りの利用券販売所で、6枚つづり300円の市内コース用の利用券を販売している。

## 路線
- 吉浜コース
  - 市役所玄関前 - 吉浜ふれあいプラザ - 県営吉浜住宅 - 吉浜駅 - 高浜豊田病院 - 市役所玄関前

- 高取コース
  - 市役所玄関前 - 三河高浜駅東口 - 高浜中学校南 - 山中住宅前 - こもれびの里 - 高浜豊田病院 - 市役所玄関前

- 港コース
  - 市役所玄関前 - かわら美術館前 - 高浜港駅 - 南部ふれあいプラザ - 外淵公園 - 高浜豊田病院前 - 市役所玄関前

- 翼コース
  - 市役所玄関前 - 三河高浜駅東口 - 高浜中学校北 - 養護老人ホーム高浜安池 -高浜豊田病院 - 市役所玄関前

- 刈谷市コース（平日のみの運行）
  - 高浜市役所と刈谷豊田総合病院本院を往復。